# Домингас Тоња
Домингас Ембана Тоња (порт. Domingas Embana Togna; 14. јун 1981) је атлетичарка Гвинеје Бисао. Такмичила се на средњим и дугим стазама.
Такмичила се на маратонској трци Светског првенства 2007. у Осаки, коју није завршила.
Представљала је своју земљу на Олимпијским играма 2008. у Пекингу у трци на 1,500 метара. Истрчала је време од 5:05,76 што јој није осигурало одлазак у четвртдинале. У укупном пласману заизела је 33. место.